# Riegenroth
Riegenroth ist ein staatlich anerkannter Erholungsort in der Mittelgebirgslandschaft des Hunsrücks im Rhein-Hunsrück-Kreis in Rheinland-Pfalz. Die Ortsgemeinde gehört der Verbandsgemeinde Simmern-Rheinböllen an.

## Geographie
Die ländliche Wohngemeinde Riegenroth liegt im Hunsrück über dem Grundbach kurz vor seiner Mündung in den Simmerbach bei Kisselbach. Sie ist über Gemeindestraßen mit den Nachbarorten Bubach, Laudert, Kisselbach und Budenbach verbunden.
Zu Riegenroth gehören auch die Wohnplätze Birkenhof, Breitenbachsmühle und Klumpenmühle. Auf dem Messtischblatt Kisselbach von 1907 sind um Riegenroth noch folgende Mühlen verzeichnet: Hetzels Mühle, Augustins Mühle, Breitenbachs Mühle, Weirichs Mühle und Sehnen Mühle. Die Hetzels Mühle ist wohl die heutige Klumpenmühle (korrekter: Klumpe Mühle, Mühle des Müllers Klump).

## Geschichte
Der Ort heißt in der zum moselfränkischen Dialekt gehörenden Riegenrother Mundart Riescherd. Der Name deutet darauf hin, dass Riegenroth eine mittelalterliche Rodungssiedlung des Rudich war. Erwähnt wird der Ort als Rudichenrode in einer Urkunde, in der dem Ritter von Milwalt 1275 der Zehnte zugesprochen wird, sowie in einer Urkunde des Stiftes St. Martin von (Ober-)Wesel von 1245. Bald wird der Ortsname zu Riescherd verschliffen. Mit der Besetzung des linken Rheinufers 1794 durch französische Revolutionstruppen wurde der Ort französisch, 1815 wurde er auf dem Wiener Kongress dem Königreich Preußen zugeordnet. Nach dem Ersten Weltkrieg zeitweise französisch besetzt, ist der Ort seit 1946 Teil des damals neu gebildeten Landes Rheinland-Pfalz.
Kirchlich gehörte der Ort zur jetzigen Wüstung Schönenberg (Sconenberg) zwischen Riegenroth und Kisselbach, für die ein Edler von Schönburg von der Schönburg bei Oberwesel eine Kapelle gestiftet hatte, und mit dieser zu Boppard. Auch 1275, als diese Kapelle zur Pfarrkirche erhoben wurde, gehörte der Ort noch zum Dekanat Boppard. Als es dann eine eigene Kirche in Kisselbach gab, wurde diese nach der Reformation (1557) zeitweise von beiden Konfessionen benutzt. Später sollten die Evangelischen in der Religionsdeklaration von 1707 die Kirche in Kisselbach zugesprochen bekommen, die „diesseits des Simmerbachs“ auf evangelischem Kurpfälzischem Gebiet lag.
Dort standen aber nur wenige Häuser. Die katholischen Kurtrierer Kisselbacher machten ihnen deshalb die Kirche streitig. Erst 1787 wurde eine eigene evangelische Kirche in Riegenroth gebaut. Seither gibt es die Kirchengemeinde Riegenroth mit Kisselbach, Steinbach und Laudert. Sie war bis 1999 mit der Kirchengemeinde Pleizenhausen, zu der neben dem Hauptort noch Bergenhausen und Rayerschied gehören, pfarramtlich verbunden. Das Pfarrerhaus stand in Pleizenhausen.
Nach 1999 wurde Riegenroth pfarramtlich mit der Kirchengemeinde Horn-Laubach-Bubach verbunden. Seit dem 1. Januar 2019 gehört die Kirchengemeinde Riegenroth zur evangelischen Kirchengemeinde Zehn Türme. Diese bildete sich aus der Fusion der bis dahin selbstständigen Kirchengemeinden Bell-Leideneck-Uhler, Riegenroth, Gödenroth-Heyweiler-Roth und Horn-Laubach-Bubach.
Es gibt nur wenige Katholiken im Ort.

## Politik

### Bürgermeister
Ortsbürgermeister ist Ben Kunz. Bei der Kommunalwahl am 26. Mai 2019 war kein Kandidat angetreten, er wurde am 10. Juli 2019 durch den Gemeinderat gewählt und ist damit Nachfolger von Achim Haackmann. Kunz wurde im Juni 2024 wiedergewählt.

### Wappen
| Wappen von Riegenroth | Blasonierung: „In Schwarz zwischen zwei sich kreuzenden goldenen (gelben) Palmwedeln ein rotbewehrter und -bezungter, zwiegeschwänzter goldener (gelber) Löwe.“ |
| Wappen von Riegenroth | Wappenbegründung: Dorf und Gericht Riegenroth verkauften zu Beginn des 15. Jahrhunderts die Ritter von Schönberg auf Wesel an die Pfalzgrafen bei Rhein. Das Wappen ist dem Gerichtssiegel von 1720 unverändert entnommen. Der Löwe weist auf die Landesherren, die Herzöge von Pfalz-Simmern und die Kurfürsten von der Pfalz hin. Die Bedeutung der Palmwedel ist nicht bekannt. |

## Verkehr und Infrastruktur
Die Bundesautobahn 61 ist über die Abfahrt Laudert in 5 km zu erreichen, der Rhein über die Rheingoldstraße Simmern–Oberwesel ab Kisselbach in 15 km. In den nicht viel weiter entfernten Orten Kastellaun, das an der B 327, der Hunsrückhöhenstraße, liegt, sowie in Simmern, durch das die B 50 verläuft, sind Frei- und Hallenbäder sowie eine ausreichende Einkaufs- und Unterhaltungs-Infrastruktur zu finden.
Das Dorf ist auch heute noch durch die Landwirtschaft geprägt, wenn auch hauptsächlich im Nebenerwerb. Aber auch als Erholungsort bietet er sich an. An Gewerbebetrieben sind in Riegenroth in der nahe Steinbach gelegenen Sehnenmühle ein Biolandhof mit Hofladen angesiedelt. Dieser und zwei Gebrauchtwagenhändler, der Goldschmied, die Ingenieurgesellschaft und ein Betrieb, der mediterrane Pflanzen vertreibt, haben überörtliche Bedeutung. Auch ein Rechtsanwalt hat sich hier niedergelassen.

## Siehe auch

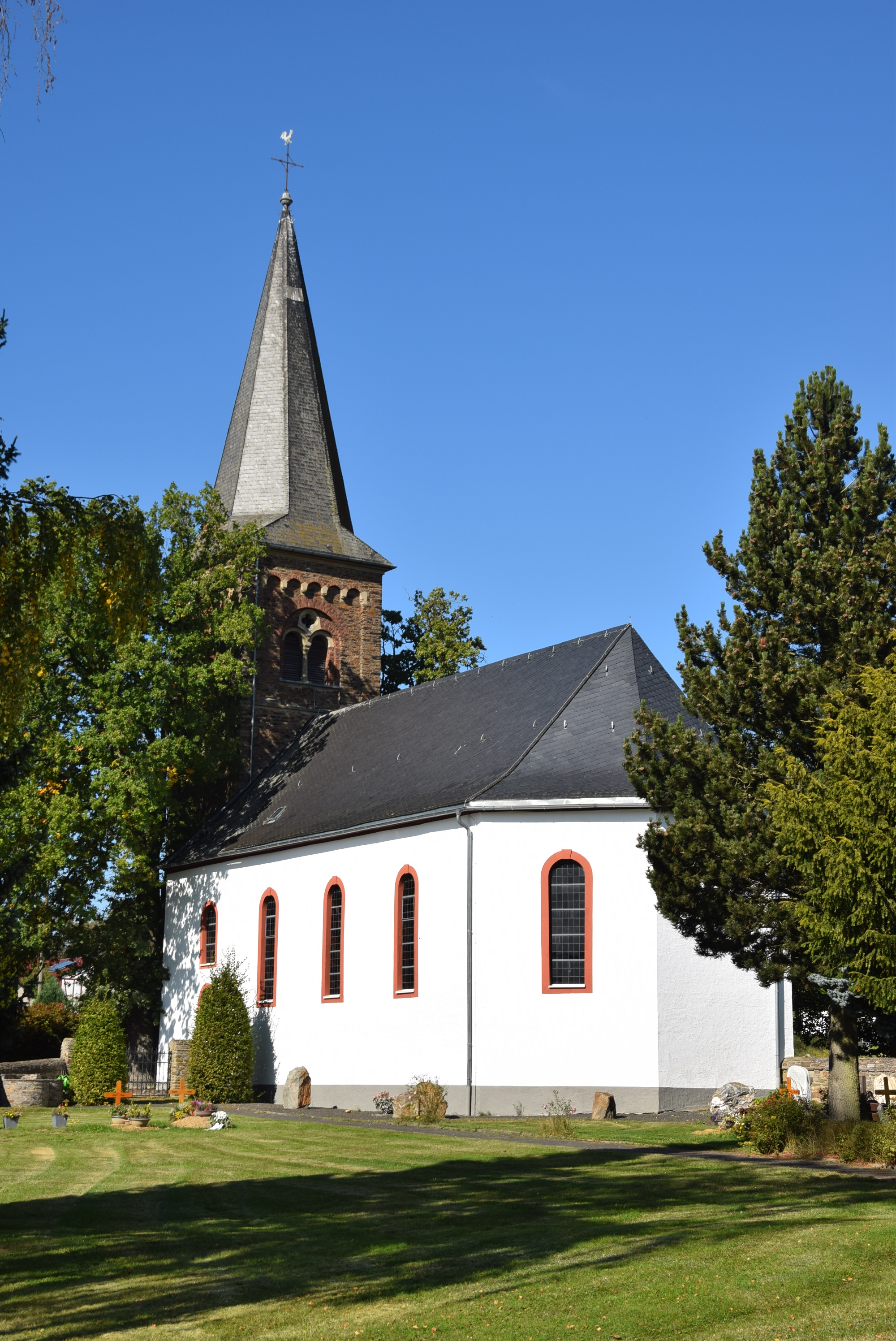
Ev. Kirche in Riegenroth